# Jeduševac
Jeduševac – wieś w Chorwacji, w żupanii kopriwnicko-kriżewczyńskiej, w gminie Koprivnički Bregi. W 2011 roku liczyła 116 mieszkańców.